# ویاچسلاو کرنوزنکو
ویاچسلاو کرنوزنکو (اوکراینی: В'ячесла́в Сергі́йович Керно́зенко؛ زادهٔ ۴ ژوئن ۱۹۷۶) بازیکن فوتبال اهل کوبا است.
از باشگاه‌هایی که در آن بازی کرده‌است می‌توان به باشگاه فوتبال کریفباس کریفیی ریه، باشگاه فوتبال دنیپرو، باشگاه فوتبال آرسنال کی‌یف، و باشگاه فوتبال دینامو کی‌یف اشاره کرد.
وی همچنین در تیم‌های ملی فوتبال زیر ۲۱ سال اوکراین و اوکراین بازی کرده‌است.